# FA Cup (Liberia)
Der Liberianische Fußballpokal, auch bekannt als Liberian FA Cup, ist ein nationaler liberianischer Fußballwettbewerb. Der Wettbewerb wird von der Liberia Football Association ausgetragen. Aus Sponsorengründen wird der Wettbewerb auch PetroTrade Cup genannt.

## Sieger nach Jahr
| Jahr          | Sieger                                     | Ergebnis                            | Finalist                                |
| ------------- | ------------------------------------------ | ----------------------------------- | --------------------------------------- |
| 1974          | Mighty Barrolle (Monrovia)                 |                                     |                                         |
| 1975          | keine Austragung                           | keine Austragung                    | keine Austragung                        |
| 1976          | Cedar United (Monrovia)                    |                                     |                                         |
| 1977          | Cedar United (Monrovia)                    |                                     |                                         |
| 1978          | Mighty Barrolle (Monrovia)                 |                                     |                                         |
| 1979 bis 1980 | keine Austragung                           | keine Austragung                    | keine Austragung                        |
| 1981          | Mighty Barrolle (Monrovia)                 |                                     |                                         |
| 1982          | Saint Joseph Warriors FC (Monrovia)        |                                     |                                         |
| 1983          | Mighty Barrolle (Monrovia)                 |                                     |                                         |
| 1984          | Mighty Barrolle (Monrovia)                 |                                     |                                         |
| 1985          | Mighty Barrolle (Monrovia)                 |                                     |                                         |
| 1986          | Mighty Barrolle (Monrovia)                 |                                     |                                         |
| 1987          | Invincible Eleven (Monrovia)               |                                     |                                         |
| 1988          | LPRC Oilers (Monrovia)                     |                                     |                                         |
| 1989          | LPRC Oilers (Monrovia)                     |                                     |                                         |
| 1990          | keine Austragung                           | keine Austragung                    | keine Austragung                        |
| 1991          | Invincible Eleven (Monrovia)               |                                     |                                         |
| 1992          | NPA Anchors (Monrovia)                     | 3:1                                 | Invincible Eleven (Monrovia)            |
| 1993          | LPRC Oilers (Monrovia)                     | 2:0                                 | Mighty Barrolle (Monrovia)              |
| 1994          | Monrovia Club Breweries (Monrovia)         |                                     |                                         |
| 1995          | Mighty Barrolle (Monrovia)                 |                                     |                                         |
| 1996          | Junior Professional FC                     |                                     |                                         |
| 1997          | Invincible Eleven (Monrovia)               |                                     |                                         |
| 1998          | Invincible Eleven (Monrovia)               | 1:2/1:0                             | Junior Professional FC                  |
| 1999          | LPRC Oilers (Monrovia)                     |                                     |                                         |
| 2000          | LPRC Oilers (Monrovia)                     |                                     |                                         |
| 2001          | unbekannt                                  | unbekannt                           | unbekannt                               |
| 2002          | Mighty Blue Angels FC (Unific. Town)       |                                     | Mark Professionals FC (Monrovia)        |
| 2003          | LISCR FC (Gardnersville)                   |                                     |                                         |
| 2004          | LISCR FC (Gardnersville)                   | 2:0                                 | Bassa Defender                          |
| 2005          | LPRC Oilers (Monrovia)                     |                                     |                                         |
| 2006          | NPA Anchors (Monrovia)                     | 0:0 (n. V.) 3:2 (n. E.)             | Mighty Barrolle (Monrovia)              |
| 2007          | Saint Joseph Warriors FC                   |                                     | LISCR FC (Gardnersville)                |
| 2008          | Monrovia Black Star FC (Monrovia)          | 1:1 (n. V.) 4:1 (n. E.)             | Mighty Barrolle (Monrovia)              |
| 2009          | Barrack Young Controllers FC (Monrovia)    | 1:0                                 | LPRC Oilers (Monrovia)                  |
| 2010          | Aries                                      | 4:3                                 | Monrovia Black Star FC (Monrovia)       |
| 2011          | Invincible Eleven (Monrovia)               | 1:0                                 | Barrack Young Controllers FC (Monrovia) |
| 2012          | Barrack Young Controllers FC II (Monrovia) | 1:0                                 | Watanga FC                              |
| 2013          | Barrack Young Controllers FC (Monrovia)    | 6:0                                 | Fatu FC (Kakata)                        |
| 2013/14       | FC Fassell (Monrovia)                      | 1:0                                 | NPA Anchors (Monrovia)                  |
| 2015          | Barrack Young Controllers FC II (Monrovia) | 0:0 (n. V.) 2:1 (n. E.)             | Monrovia Club Breweries (Monrovia)      |
| 2016          | Monrovia Club Breweries (Monrovia)         | 2:0                                 | Mighty Barrolle (Monrovia)              |
| 2017          | LISCR FC (Gardnersville)                   | 3:0                                 | ELWA United                             |
| 2018          | Barrack Young Controllers FC (Monrovia)    | 4:0                                 | LISCR FC (Gardnersville)                |
| 2019          | LISCR FC (Gardnersville)                   | 2:0                                 | Barrack Young Controllers FC (Monrovia) |
| 2020          | Abbruch wegen der COVID-19-Pandemie        | Abbruch wegen der COVID-19-Pandemie | Abbruch wegen der COVID-19-Pandemie     |
| 2021          | Monrovia Club Breweries (Monrovia)         | 2:1                                 | Watanga FC                              |
| 2022          | LISCR FC (Gardnersville)                   | 2:2 (n. V.) 4:2 (n. E.)             | Tony FC (Margibi County)                |
| 2023          | LISCR FC (Gardnersville)                   | 2:0                                 | Watanga FC                              |
| 2024          | Paynesville FC                             | 1:0                                 | Invincible Eleven                       |

1. ↑  Beim Stand von 1:0 wurde das Spiel in der 87. Minute abgebrochen. Das Spiel wurde 2:0 gewertet.